# Lucepedia
Lucepedia (LUCEpedia) is in 2011 een internetencyclopedie die de thema's christendom, theologie en samenleving op een oecumenische manier behandelt. De databank zelf heeft enkele honderden beschrijvingen van religieuze figuren, bewegingen en geschriften en daarnaast nog artikelen van een algemenere aard. De encyclopedie wordt samengesteld door de Faculteit Katholieke Theologie aan de Universiteit van Tilburg.
Het hoofddoel is het samenvatten van kennis op een academisch correcte manier, die wel te begrijpen is voor het gewone publiek. De website is opgebouwd uit dossiers en in elk dossier zit een beschrijving, links naar wetenschappelijke en niet-wetenschappelijke artikelen en beeldmateriaal. Het is uiteindelijk de bedoeling dat het publiek zelf artikelen kan toevoegen.